# Aibar
Aibar - Oibar là một đô thị trong tỉnh và cộng đồng tự trị Navarre, Tây Ban Nha. Đô thị này có diện tích là 47,96 ki-lô-mét vuông, dân số là 923 người (năm 2007).
Đô thị nằm ở độ cao 531 m trên mực nước biển.

## Biến động dân số
| Biến động dân số                                      | Biến động dân số | Biến động dân số | Biến động dân số | Biến động dân số | Biến động dân số | Biến động dân số | Biến động dân số | Biến động dân số | Biến động dân số | Biến động dân số |
| 1996                                                  | 1998             | 1999             | 2000             | 2001             | 2002             | 2003             | 2004             | 2005             | 2006             | 2007             |
| ----------------------------------------------------- | ---------------- | ---------------- | ---------------- | ---------------- | ---------------- | ---------------- | ---------------- | ---------------- | ---------------- | ---------------- |
| 933                                                   | 929              | 930              | 918              | 931              | 936              | 928              | 927              | 939              | 925              | 923              |
| Sources: Aibar et instituto de estadística de navarra |                  |                  |                  |                  |                  |                  |                  |                  |                  |                  |